# MacFarlane Bluff
Das MacFarlane Bluff ist ein über 1800 m hohes Kliff in der antarktischen Ross Dependency. In den westlichen Churchill Mountains ragt es als Teil der All-Blacks-Nunatakker auf.
Das New Zealand Antarctic Place-Names Committee benannte es 2003 nach dem neuseeländischen Biologen Malcolm MacFarlane vom Ministerium für Landwirtschaft und Fischerei (Ministry of Agriculture and Fisheries), der zwischen 1983 und 1996 auf der Vanda-Station und der Scott Base tätig war.